# 黄坑镇 (南平市)
黄坑镇是中国福建省南平市建阳区下辖的一个镇。

## 行政区划
黄坑镇共辖1个社区、11个行政村，分别是：
黄坑社区、九峰村、新峰村、塘头村、三峡村、苦竹坪村、新历村、鹅峰村、桂林村、长见村、大坡村、坳头村。

## 文物
全国重点文物保护单位朱熹墓位于该镇。